# Breath of Fire IV
Breath of Fire IV, conocido en Japón como Breath of Fire IV: Utsurowazaru Mono (ブレス オブ ファイアIV うつろわざるもの?) es un videojuego de rol desarrollado por Capcom, y es el cuarto juego de la serie Breath of Fire.
Lanzado originalmente para Sony PlayStation en Japón y Norteamérica en 2000, y en Europa en 2001, fue portado a PC en 2003.
Como su nombre lo indica, Breath of Fire IV cuenta la historia de un joven llamado Ryu, que se puede convertir en uno de los dragones. En batallas, a pesar de que usen todos los personajes (6 por partida) y de estar basado en turnos, solo 3 entran en la línea de ataque mientras que el resto se encuentran en la línea de recarga. Al igual que su precuela, los escenarios son en 3D y los personajes (salvo los gigantes) son sprites.

## Historia
La historia se desarrolla en un mundo remoto. Dos continentes separados durante miles de años por un mar de lodo, establecen contacto por primera vez. Tras poco tiempo, estalla una guerra entre ambos continentes. Tras años de lucha, los dos bandos agotan sus fuerzas y sus recursos, forzándose así la firma de un tratado de paz.
Un año después de esa firma, la princesa Elina, de la Alianza de Naciones oriental, desaparece en el Imperio Fou occidental mientras visitaba a las víctimas de la guerra. La Alianza tiene miedo de mandar una gran tropa a buscarla, pues podría romperse la paz. Así pues, es imposible mandar una expedición militar a buscarla.
Pasa el tiempo y la princesa no aparece. La hermana de Elina, Nina, se decide finalmente a emprender un viaje para encontrar a su hermana. Partirá en compañía de Cray, el líder de la tribu de los Worens, y amigo de ambas desde la infancia.